# Eidži Tojoda
Eidži Tojoda (japonsky 豊田 英二; anglický (Hepburnův) přepis: Toyoda Eiji; 12. září 1913, poblíž Nagoji, Japonsko – 17. září 2013, Toyota)) byl japonský průmyslník, jenž se za svého předsednictví a vedení zasloužil o světový úspěch společnosti Toyota Motor Corporation.

## Rodinné zázemí
Narodil se do rodiny výrobců textilu. Eidži Tojoda je syn Heihačiho Tojody, bratra Sakičiho Tojody, zakladatele Toyoda Loom Works. Potomci Sakičiho Tojody si dlouho udržovali v rukou nejvyšší vedení nad podnikem Toyota Motors, založeném roku 1937.

## Kariéra
V 50. letech 20. století Tojoda navštívil Fordovu továrnu River Rouge Plant v Dearbornu v Michiganu. Byl ohromen rozměry závodu, ale zcela odmítavě vnímal jeho neefektivitu. Společnost Toyota Motor tehdy již byla na trhu automobilové výroby 13. rokem a její produkce činila něco přes 2500 vozů. Naproti tomu Fordovy závody vyráběly 8000 vozů za den. Díky této zkušenosti se Tojoda rozhodl přejmout metodu masové výroby automobilů, jakou viděl v USA, ale se zásadními kvalitativními změnami.
Tojoda spolupracoval se zkušeným mechanikem tkalcovských strojů, Taiičim Óno (大野 耐一), na vývoji základů systému, který později proslul jako 'Toyota Way', stejně jako na systému Kanban – označování dílů užívaných na výrobních linkách, které se stalo raným předchůdcem čárových kódů. Rovněž společně doladili koncept Kaizen, proces rostoucí, avšak neustále se zlepšující výroby, nastavené na snižování výrobních a pracovních nákladů při zvyšování celkové kvality.
Jako generální ředitel Toyota Motor, v 50. letech Tojoda neuspěl ve svém prvním pokusu dobýt americký trh s poddimenzovaným vozem Crown sedan, avšak uspěl s modelem Toyota Corolla compact v roce 1968, rok po svém jmenováním prezidentem společnosti. Během vývoje vozu musel Tojoda, coby výkonný místopředseda, vyřešit protesty někdejšího předsedy Fukio Nakagawy, aby se do Corolly instalovaly nově vyvinuté 1.0litrové motory, klimatizace a automatická převodovka.
Jako jmenovaný 5. prezident společnosti Toyota Motor, se Tojoda postupně stal nejdéle úřadujícím generálním ředitelem koncernu. V roce 1981 odstoupil z postu prezidenta a přijal funkci předsedy představenstva. V ředitelské pozici byl nahrazen Šóičiró Toyodou. V roce 1983, jako předseda komise, se Eidži Tojoda rozhodl uspět na trhu luxusních vozů, což mělo za následek představení značky Lexus v roce 1989.
V roce 1993 byl Tojoda jmenován čestným členem řádu Austrálie (AC), nejvyššího civilního vyznamenání Austrálie, "za enormní přínos v australsko-japonských vztazích, obzvláště pak v australském automobilovém průmyslu".
Eidži Tojoda odstoupil z pozice předsedy představenstva závodů Toyota v roce 1994 ve věku 81.

## Vyznamenání
Národní a zahraniční vyznamenání, která během svého života obdržel Eidži Tojoda.

### Japonská vyznamenání
- Medaile cti s modrou stuhou – 1971
- Řád posvátného pokladu I. třídy – 1983
- Řád vycházejícího slunce I. třídy – 1990

### Zahraniční vyznamenání
- komtur Řádu prince Jindřicha – Portugalsko, 9. července 1985[6]
- Řád bílého slona II. třídy – Thajsko, 1990
- velkodůstojník Řádu koruny – Belgie, 1991
- velkokříž Řádu thajské koruny – Thajsko, 1992
- čestný společník Řádu Austrálie – Austrálie, 21. září 1993[7]
- Řád Direkgunabhorn I. třídy – Thajsko, 2001